# All or Nothing (игра)
All or Nothing — игра для домашнего компьютера ZX Spectrum, выпущенная в 1984 году. Цель игры — проникнуть на промышленный объект конкурента и выкрасть секретные документы о сверх-технологиях перемещения материи.

## Геймплей
Ключевой жанр игры All or Nothing — аркада в стиле экшн, с присутствующими элементами стратегии. Графика в игре изометрическая и устроена так, чтобы игрок всё время был на виду, не загороженный другими предметами обстановки. Управление ведётся поворотом вокруг своей оси в обе стороны и передвижением вперёд. В игре поддерживается возможность подключения периферийного устройства — синтезатора речи Currah Microspeech.

### Миссия
Задача играющего в All or Nothing — добыть секретные документы во вражеском лагере, уложившись в определённое время. Высадившись с парашютом, первым делом игрок должен найти свои часы, потерянные во время спуска, чтобы рассчитать время, необходимое для завершения миссии. При необходимости время можно прибавить. В поисках спрятанных документов игроку предстоит передвигаться по промышленному объекту, проникать в складские помещения и искать пути для прохода на другие территории; взламывать сейфы в офисах и добывать ключи. Попутно игрок находит и собирает деньги, патроны и взрывчатку.

### Противник
Врагами в All or Nothing является служба безопасности предприятия, вооружённая караульными собаками. Персонал можно подкупать, используя найденные деньги, тем самым временно расширяя себе свободу, а также отвлекать взрывами. Кроме того, сотрудника охраны можно нейтрализовать при помощи газового баллончика, обыскать и забрать у него деньги и карточку-пропуск, которая как и в случаях с использованием взяток, обеспечивает временную неприкосновенность.

## Отзывы
С момента выхода, игра получила в основном положительные отзывы в тематической прессе, но вместе с тем присутствовала критика: за крайнюю сжатость игрового пространства; другой журналист сделал вывод, что изометрическая графика уже не впечатляет как прежде. Однако, прошло восемь лет, и популярный журнал Your Sinclair удостоил All or Nothing третьего места в списке лучших игр, когда-либо издававшихся для ZX Spectrum.

## Галерея

Вводный инструктаж
Игровой процесс
Загрузочный экран